# Jaskółki (powiat ostrowski)
Jaskółki – wieś w Polsce położona w województwie wielkopolskim, w powiecie ostrowskim, w gminie Raszków. Leżą ok. 5 km na północny zachód od Ostrowa Wlkp. przy drodze powiatowej Ostrów-Raszków (dojazd autobusami ostrowskiej komunikacji miejskiej).
Znane od 1402 roku (wieś rycerska). Przed 1932 rokiem miejscowość położona była w powiecie odolanowskim, W latach 1975–1998 w województwie kaliskim, w latach 1932–1975 i od 1999 w powiecie ostrowskim.